# Humbert Monterin
Humbert Monterin (parfois italianisé en Umberto Monterin en raison du bilinguisme officiel en vigueur en Vallée d'Aoste) (né le 20 décembre 1887 à Gressoney-La-Trinité et mort le 4 janvier 1940 à Turin) est un géophysicien et géographe valdôtain. Il a apporté de remarquables contributions à l'étude de la géographie et de la géologie des Alpes, spécialement dans l'étude du climat et des glaciers.

## Biographie
Né dans une famille walser, il devient, après des études de sciences naturelles à Turin, un excellent géographe et glaciologue. En 1925, Monterin est nommé directeur de l'observatoire de météorologie et de géophysique du Mont Rose. Au sein de cet institut, il collecte un nombre impressionnant de données historiques, météorologiques et instrumentales sur la montagne. La part la plus révolutionnaire de ses recherches fut l'exploration des relations entre les variations glaciaires et le climat. Un tel lien fut analysé à travers l'étude des températures et des précipitations. Sont aussi notables les expériences de Monterin en haute altitude sur l'ablation et la condensation. Il fut secrétaire du Comité de glaciologie italien (CGI) et directeur de nombreuses campagnes de glaciologie.
Il accomplit en 1934 un voyage d'exploration au Sahara (partie nord-orientale du Tibesti).